# 森下川
森下川（もりもとがわ）は、石川県金沢市を流れる大野川水系の二級河川。別名:豊吉川（とよよしがわ）ともいう。

## 地理
石川県金沢市二俣町の医王山に源を発し、金沢市奥新保町、砂子坂町、荒山町を流れ医王ダムに注ぐ。その下流で田島川、涌波川、深谷川などのいくつかの支流を合わせ金沢市北端に位置する河北潟に注ぐ。

## 流域の自治体
石川県
金沢市